# Förvaltningsstiftelsen för SR, SVT och UR
Управляющее учреждение Радио и телевидения Швеции (Förvaltningsstiftelsen för SR, SVT och UR) — организация с 1979 года осуществляющая руководство рядом теле- и радиокомпаний, в 1925-1979 гг. - теле- и радиовещание. В 1925—1957 гг. называлась «Служба радиовещания» (Radiotjänst), в 1957-1993 гг. - «Радио Швеции»  (Sveriges Radio).

## Радиовещательная деятельность организации
Организация вела:
- в 1925—1979 гг. — радиовещание по 1-й программе в Швеции, звучавшей на средних, а позднее и на ультракоротких волнах;
- в 1955—1979 гг. — радиовещание по 2-й программе в Швеции, звучавшей на средних, а позднее и на ультракоротких волнах;
- в 1964—1979 гг. — радиовещание по 3-й программе в Швеции, звучавшей на ультракоротких волнах;
- в 1977-1979 гг. - местные радиопередачи по 1-й программе на Готланде;
- в 1977-1979 гг. - местные радиопередачи по 1-й программе в Евлеборге;
- в 1977-1979 гг. - местные радиопередачи по 1-й программе в Гётеборге;
- в 1977-1979 гг. - местные радиопередачи по 1-й программе в Халланде;
- в 1977-1979 гг. - местные радиопередачи по 1-й программе в Йонкопинге;
- в 1977-1979 гг. - местные радиопередачи по 1-й программе в Кальмаре;
- в 1977-1979 гг. - местные радиопередачи по 1-й программе в Кристианстаде;
- в 1977-1979 гг. - местные радиопередачи по 1-й программе в Крунуберге;
- в 1977-1979 гг. - местные радиопередачи по 1-й программе в Сконе;
- в 1977-1979 гг. - местные радиопередачи по 1-й программе в Норботтене;
- в 1977-1979 гг. - местные радиопередачи по 1-й программе в Эльвсборге;
- в 1977-1979 гг. - местные радиопередачи по 1-й программе в Скараборге;
- в 1977-1979 гг. - местные радиопередачи по 1-й программе в Стокгольме;
- в 1977-1979 гг. - местные радиопередачи по 1-й программе в Вестернорланде;
- в 1977-1979 гг. - местные радиопередачи по 1-й программе в Вестманланде;
- в 1977-1979 гг. - местные радиопередачи по 1-й программе в Эстергётланде;
- в 1938—1979 гг. — радиопередачи на заграницу.

## Телевещательная деятельность организации
Организация вела:
- в 1956—1979 гг. — телевещание по 1-й программе в Швеции, принимавшейся на метровых волнах;
- в 1969—1979 гг. — телевещание по 2-й программе в Швеции, принимавшейся на дециметровых волнах.

## Владельцы
Владельцами организации в 1925-1993 гг. являлись:
- на 60% массовые организации;
- на 20% частные компании;
- на 20% частные издательства.

## Руководство
Руководство учреждением осуществляет правление, которое в свою очередь назначается Государственным советом по предложению партий представленных в риксдаге

## Активы
С 1993 года организации принадлежат:
- частное акционерное общество «Телевидение Швеции»;
- частное акционерное общество «Радио Швеции»;
- частное акционерное общество «Образовательное радио».

В 1979-1993 гг. организации принадлежали:
- частное акционерное общество «Телевидение Швеции»;
- частное акционерное общество «Национальное радио Швеции»;
- частное акционерное общество «Местное радио Швеции»;
- частное акционерное общество «Образовательное радио».

До 1979 года организации принадлежали:
- в 1925-1979 гг. - радиодом в Стокгольме;
- в 1977-1979 гг. - радиодом в Гётеборге;
- в 1977-1979 гг. - радиодом в Мальмё;
- в 1977-1979 гг. - радиодом в Висбю;
- в 1977-1979 гг. - радиодом в Эвле;
- в 1977-1979 гг. - радиодом в Хальмстаде;
- в 1977-1979 гг. - радиодом в Эстерсуде;
- в 1977-1979 гг. - радиодом в Йонкёппинге;
- в 1977-1979 гг. - радиодом в Кальмаре;
- в 1977-1979 гг. - радиодом в Кристианстаде;
- в 1977-1979 гг. - радиодом в Вексьё;
- в 1977-1979 гг. - радиодом в Лулео;
- в 1977-1979 гг. - радиодом в Буросе;
- в 1977-1979 гг. - радиодом в Скёвде;
- в 1977-1979 гг. - радиодом в Сундсвалле;
- в 1977-1979 гг. - радиодом в Вестеросе;
- в 1977-1979 гг. - радиодом в Линкёппинге.